# 영춘중학교
영춘중학교(永春中學校)는 대한민국 충청북도 단양군 영춘면 상리에 있는 공립 중학교이다.

## 학교 연혁
- 1955년 6월 15일 : 단양중학교 영춘 분교 인가(7회 졸업 153명)
- 1963년 12월 18일 : 영춘중학교 3학급 설립인가
- 1964년 3월 6일 : 영춘중학교 개교(3학급)
- 1965년 2월 10일 : 영춘중학교 제1회 졸업식 졸업생수 24명
- 1970년 8월 31일 : 영춘중학교 본관 신축
- 2004년 4월 1일 : 영춘중학교 본관 개축 및 늘봄관 신축
- 2007년 7월 30일 : 야외 학습장 쉼터 조성
- 2010년 3월 1일 : 자율학교 지정(2015년 2월 28일 사업종료)
- 2018년 3월 1일 : 인성교육 도지정 연구학교 운영(2019년 2월 28일 종료)
- 2023년 3월 2일 : 제36대 박승룡 교장 부임
- 2024년 1월 5일 : 제60회 졸업식 졸업생수 14명(졸업생 총수 4,599명)

## 참고 자료
- 영춘중학교 - 한국교육학술정보원 학교알리미